# Parmezan
Parmezanul, specialitate italienească de cașcaval, este o brânză italiană din lapte de vacă, cu pastă dură și structură granulară, care se pretează în mod deosebit pentru a fi rasă. Sortimentul tradițional de parmezan este Parmigiano Reggiano, marcă înregistrată în Uniunea Europeană, astfel denumit după orașele Parma și Reggio Emilia, care se află în centrul zonei de producție. Brânzeturile de tip parmezan produse în alte zone sunt cunoscute sub numele generic de formaggio grana.
Consorțiul acestei brânze (The Consorzio del Formaggio Parmigiano Reggiano) a fost fondat în 1934. Deși Parmezanul este o brânză cu o istorie de aproximativ 800 de ani, aceasta a devenit o marcă protejată, tradițional italienească, în urmă cu doar câteva zeci de ani.

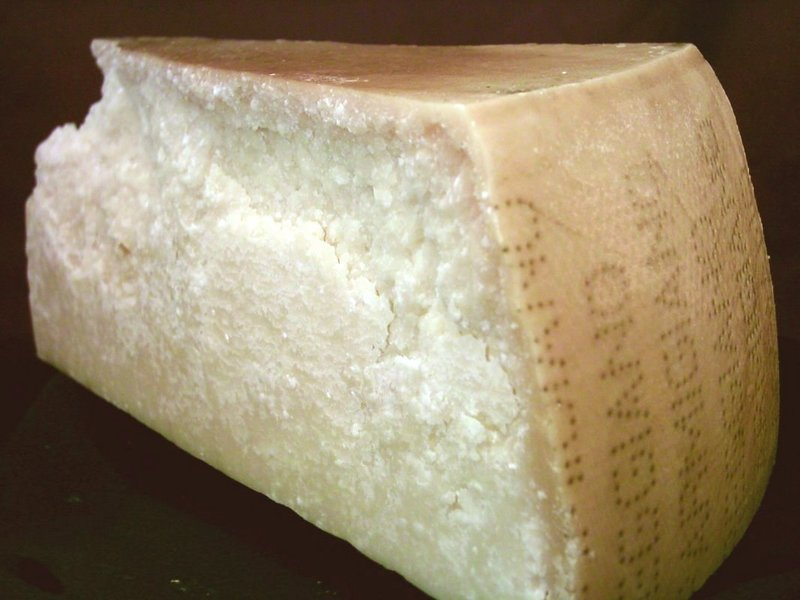
Parmezan

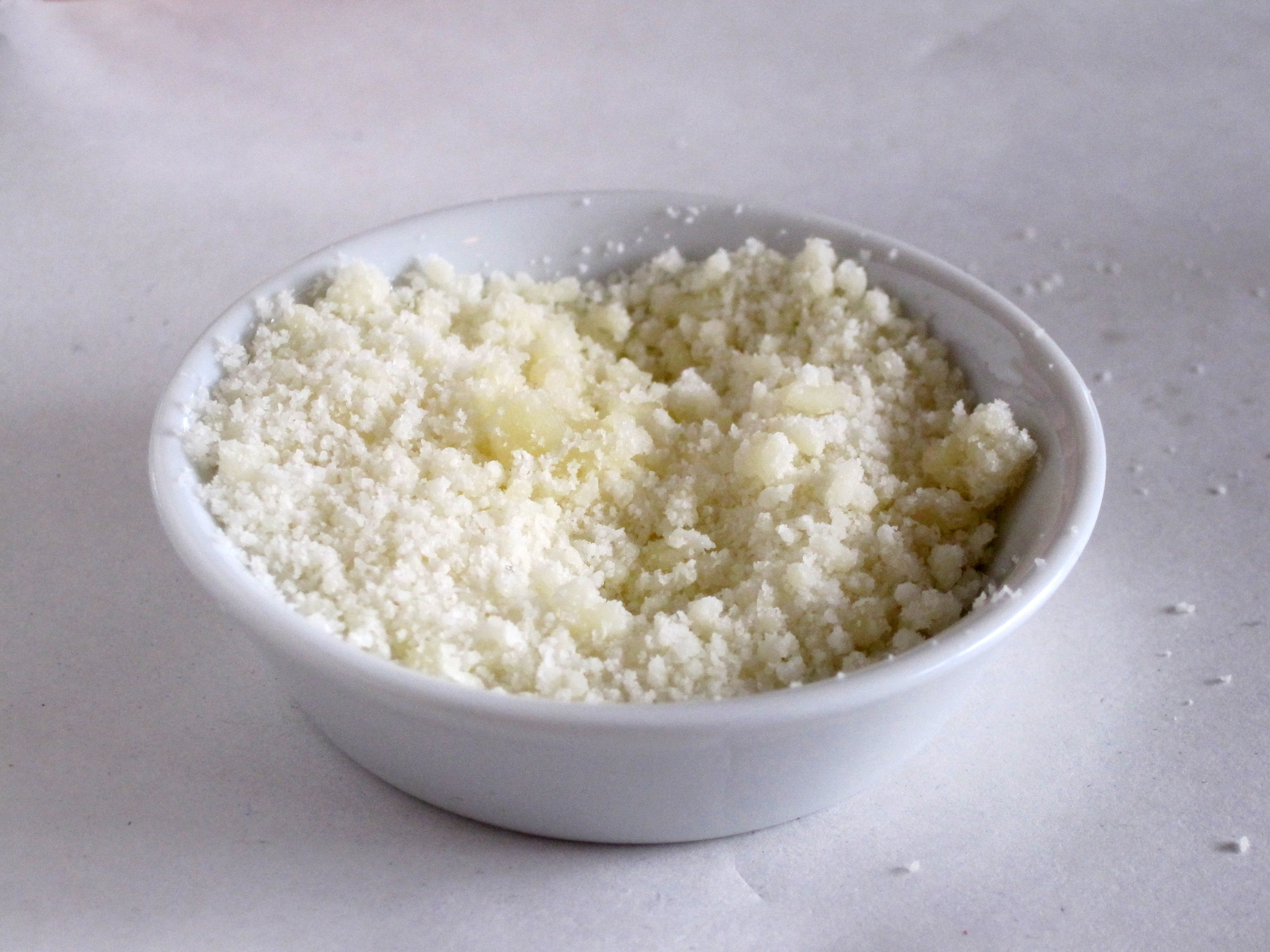
Parmezan ras

Este numit după zonele producătoare, care cuprind provinciile Parma, Reggio Emilia, Bologna (numai zona de la vest de râul Reno), Modena (toate în Emilia-Romagna) și Mantua (în Lombardia, dar numai zona la sud de râul Po), Italia. În conformitate cu legislația italiană, numai brânzeturile produse în aceste provincii pot fi etichetate „Parmigiano-Reggiano”, iar legea europeană clasifică denumirea, precum și traducerea „Parmesan”, ca denumire protejată. În afara UE, denumirea „Parmesan” poate fi utilizată în mod legal pentru aceeași brânză făcută în afara acestei zone sau pentru brânzeturi asemănătoare cu Parmigiano-Reggiano, cu numele italian complet referindu-se necondiționat la brânza Parmigiano-Reggiano. Acesta a fost numit „Regele brânzeturilor”.

## Producere
Parmigiano-Reggiano este fabricat din lapte de vacă nepasteurizat. Laptele integral proaspăt muls de dimineață se amestecă cu laptele natural degresat (care se face prin păstrarea laptelui în tancurile mari de mică adâncime pentru a permite separarea cremei) muls cu o seară precedentă, rezultând un amestec parțial degresat. Acest amestec este pompat în cuve căptușite cu cupru (cuprul se încălzește și se răcește repede). În primă fază se încălzeste laptele pâna la temperatura de 30°C și se adugă ferment de zer și cheag din mucoasa stomacală de vițel pentru coagulare, cu harpa de branză se taie laptele îngrosat astfel brânza proaspătă se separă de zer. Se pune în forme cu ștanța specifică și cu greutate de asupara timp de 4 zile. Roțile altfel formate, ce cântăresc circa 39 Kg, se pun în saramură timp de 14 zile apoi pe rafturi la maturat timp de minim 2 ani. În timpul maturării roțile de brânză se întorc de pe o parte pe alta cam la două săptămâni.